# Mant Khas
Mant Khas là một thị trấn thống kê (census town) của quận Kangra thuộc bang Himachal Pradesh, Ấn Độ.

## Nhân khẩu
Theo điều tra dân số năm 2001 của Ấn Độ, Mant Khas có dân số 5240 người. Phái nam chiếm 51% tổng số dân và phái nữ chiếm 49%. Mant Khas có tỷ lệ 86% biết đọc biết viết, cao hơn tỷ lệ trung bình toàn quốc là 59,5%: tỷ lệ cho phái nam là 88%, và tỷ lệ cho phái nữ là 84%. Tại Mant Khas, 7% dân số nhỏ hơn 6 tuổi.